# Leukogenes
Leukogenes, szarotka nowozelandzka (Leucogenes Beauverd) – rodzaj roślin należący do rodziny astrowatych (Compositae Gis.). Według Flora of New Zealand oraz The Plant List w obrębie tego rodzaju znajdują się 4 gatunki o nazwach zweryfikowanych i zaakceptowanych, dodatkowo The Plant List wymienia jeden gatunek o statusie niepewnym (niezweryfikowanym). Rośliny z tego rodzaju występują endemicznie na Nowej Zelandii. Ponadto są uprawiane jako ozdobne, ze względu na srebrzyście omszone liście. Nazwa naukowa jest sparafrazowaną po łacińsku nazwą zwyczajową szarotki (ang., niem., wł. = edelweiss) nadaną rodzajowi przez jego autora – Gustava Beauverda w 1910.

## Morfologia

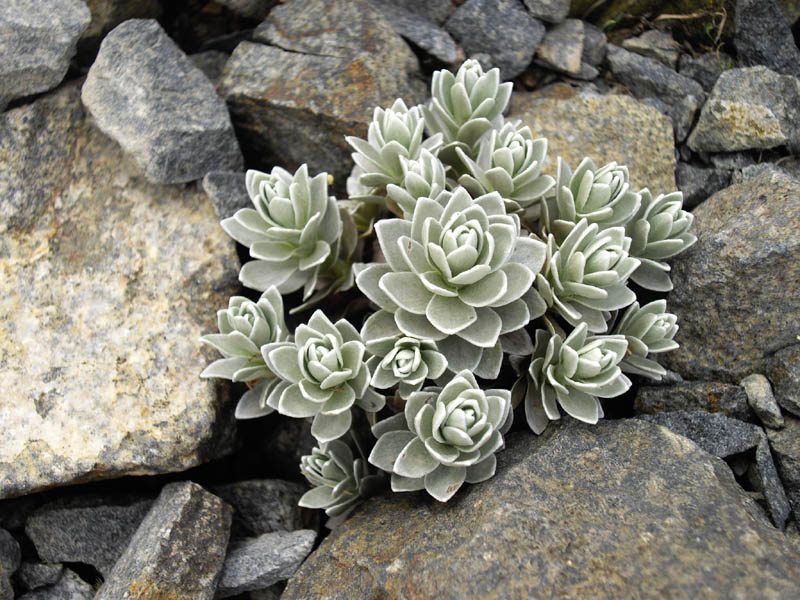
Pokrój gatunku L. leontopodium

PokrójByliny tworzące kępy. Pędy są wełniste, zdrewniałe u podstawy.
LiścieRośliny mają tylko liście łodygowe. Są one siedzące, nakładające się dachówkowato na siebie, o kształcie od jajowatego do owalnego.
KwiatyTworzą koszyczki, które są zebrane w gęste wierzchotki. Łuski okrywy rozmieszczone są w wielu okółkach, dachówkowato zachodzące na siebie. Dno kwiatowe jest wypukłe, pozbawione łusek. Wszystkie kwiaty są rurkowate, z 4- lub 5-ząbkowanymi koronami. Kwiaty wewnętrzne są liczne i obupłciowe, natomiast zewnętrzne są żeńskie. Podsadki umiejscowione są tuż pod kwiatostanami, są poziomo rozpostarte, biało wełniste, z tępymi wierzchołkami.
OwoceJedwabiście owłosione. Puch kielichowy pokryty jest 20–25 włoskami, które są pogrubione przy wierzchołku i spłaszczone u nasady.
Rodzaje podobneRośliny przypominają przedstawicieli rodzaju szarotka (Leontopodium), głównie ze względu na podobne kwiatostany.

## Systematyka
Pozycja systematyczna według APweb (aktualizowany system APG IV z 2016)Angiosperm Phylogeny Website adaptuje podział na podrodziny astrowatych (Asteraceae) opracowany przez Panero i Funk w 2002, z późniejszymi uzupełnieniami. Zgodnie z tym ujęciem rodzaj Leucogenes należy do plemienia Gnaphalieae (Cass.) Lecoq & Juillet, podrodziny Asteroideae (Juss.) Chev. W systemie APG III astrowate są jedną z kilkunastu rodzin rzędu astrowców (Asterales), wchodzącego w skład kladu astrowych w obrębie dwuliściennych właściwych.
Wykaz gatunków

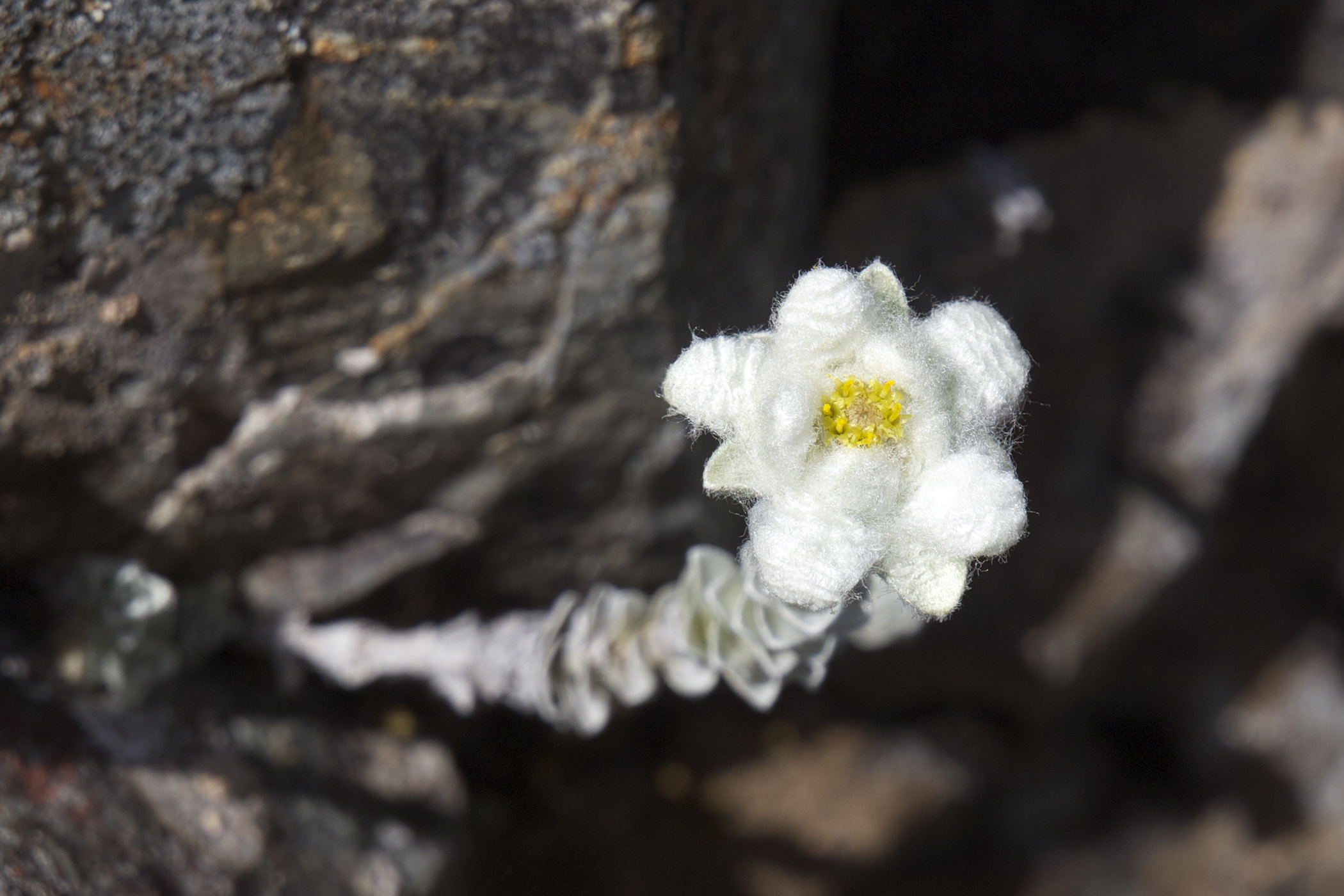
Kwiatostan gatunku L. grandiceps

- Leucogenes grandiceps (Hook.f.) Beauverd – leukogenes wielkokwiatostanowy[11]
- Leucogenes leontopodium (Hook.f.) Beauverd – leukogenes szarotkowaty[11]
- Leucogenes neglecta Molloy
- Leucogenes tarahaoa Molloy

W stanie dzikim leukogenes często tworzy mieszańce z przedstawicielami rodzaju raulia Raoulia.

## Biologia i ekologia
Rośliny najlepiej rosną na mineralnych, przepuszczalnych glebach. 

## Zastosowanie
Przedstawiciele tego rodzaju uprawiani są jako rośliny ozdobne, głównie ze względu na srebrzyście omszone liście. Najlepiej sprawdzają się w ogrodach skalnych.